# Vesiculariidae
Vesiculariidae is een familie van mosdiertjes uit de orde Ctenostomatida en de klasse van de Gymnolaemata. De wetenschappelijke naam ervan is in 1880 voor het eerst geldig gepubliceerd door Hincks.

## Geslachten
- Amathia Lamouroux, 1812
- Avenella Dalyell, 1847
- Vesicularia Thompson, 1830
- Watersiana Calvet, 1912